# Jakub Krzewina
Jakub Krzewina (Kruszwica, 10 ottobre 1989) è un velocista polacco.

## Palmarès
| Anno | Manifestazione    | Sede           | Evento      | Risultato  | Prestazione | Note             |
| ---- | ----------------- | -------------- | ----------- | ---------- | ----------- | ---------------- |
| 2007 | Europei juniores  | Hengelo        | 4x400 m     | Finale     | dq          |                  |
| 2008 | Mondiali juniores | Bydgoszcz      | 400 m piani | Batteria   | 47"97       |                  |
| 2008 | Mondiali juniores | Bydgoszcz      | 4x400 m     | 5º         | 3'08"65     |                  |
| 2009 | Europei under 23  | Kaunas         | 4x400 m     | Oro        | 3'03"74     |                  |
| 2011 | Europei indoor    | Parigi         | 4x400 m     | 4º         | 3'09"31     |                  |
| 2011 | Europei under 23  | Ostrava        | 4x400 m     | Argento    | 3'03"62     |                  |
| 2011 | Mondiali          | Taegu          | 4×400 m     | Batteria   | 3'01"84     |                  |
| 2012 | Mondiali indoor   | Istanbul       | 4x400 m     | 6º         | 3'11"86     |                  |
| 2014 | Mondiali indoor   | Sopot          | 4×400 m     | 4º         | 3'04"39     |                  |
| 2014 | Europei           | Zurigo         | 400 m piani | 4º         | 45"52       |                  |
| 2014 | Europei           | Zurigo         | 4×400 m     | Argento    | 2'59"85     |                  |
| 2015 | Europei indoor    | Praga          | 4×400 m     | Argento    | 3'02"97     | Record nazionale |
| 2015 | Mondiali          | Pechino        | 4x400m      | Batteria   | 3'00"72     |                  |
| 2016 | Europei           | Amsterdam      | 400 m piani | Semifinale | 46"50       |                  |
| 2016 | Europei           | Amsterdam      | 4×400 m     | Argento    | 3'01"18     |                  |
| 2016 | Olimpiadi         | Rio de Janeiro | 4x400 m     | 7º         | 3'00"50     |                  |
| 2018 | Mondiali indoor   | Birmingham     | 400 m piani | Semifinale | 46"69       |                  |
| 2018 | Mondiali indoor   | Birmingham     | 4×400 m     | Oro        | 3'01"77     | Record mondiale  |